# Fältflygare

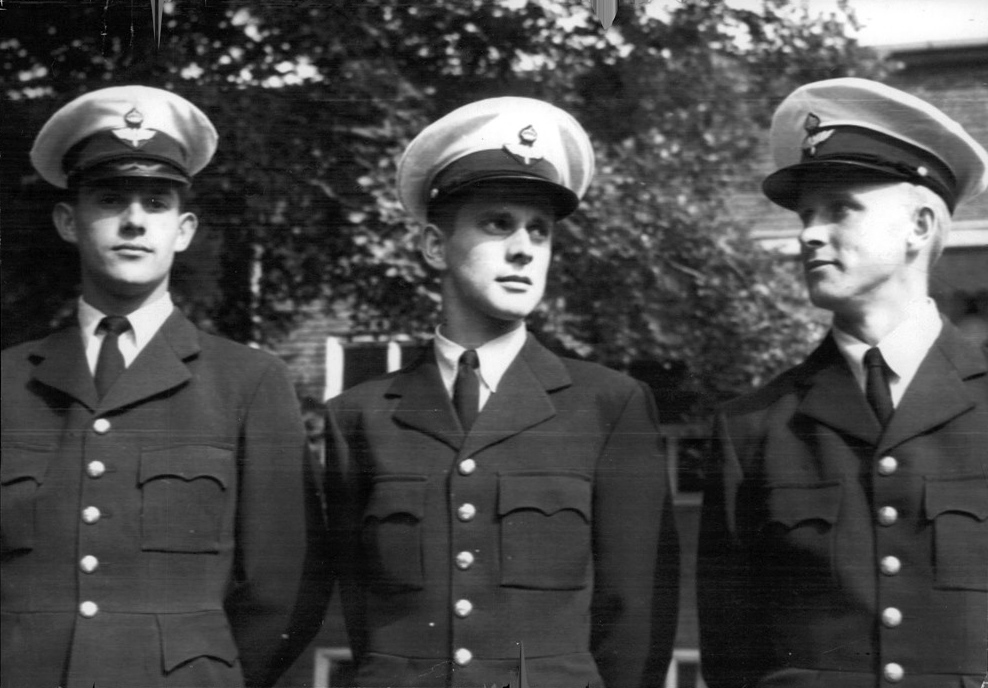
Nyexaminerade fältflygare från Krigsflygskolan i Ljungbyhed i juli 1957

Fältflygare (militärförkortning: ff) är en tidigare benämning på en militär flygförare eller stridspilot (stridsflygare). 

## Sverige

### Svenska arméflyget: 1914–1926
Fältflygare användes som yrkestitel 1914-1926 för flygförare vid Fälttelegrafkårens flygkompanier inom Armén, men föll bort i och med tillkomsten av svenska flygvapnet 1926.

### Svenska flygvapnet (Fältflygarkåren): 1946–1986
Begreppet fältflygare återinfördes 1950 inom flygvapnet som beteckning för den 1946-1982 existerande personalkategorin "flygförare kategori E" (kontraktsanställda stamflygförare med underbefäls och sergeants tjänsteställning).
Fältflygarkåren inrättades 1946 för att inrätta yrkespilottjänster utöver officerare. Under andra världskriget hade flygförarna huvudsakligen varit reservofficerare och värnpliktiga. Yrkesgruppen kallades stamflygförare, och från 1950 fältflygare. Dessa hade en kontraktsperiod på ungefär sex år, och avsågs normalt därefter övergå i civil tjänst. De blev ofta trafikflygare och flygledare. 
Långtidsanställning infördes på 1960-talet. Den sista kullen fältflygare utexaminerades 1982. År 1986 avslutades de sista kontrakten, varefter fältflygarkåren officiellt avskaffades. 
Den siste tidigare fältflygaren, som var kvar i aktiv flygtjänst med stridsflygplan, var Micael Nilsson. Denne började sin tvååriga fältflygarutbildning den 2 oktober 1978 på Krigsflygskolan i Ljungbyhed och slutade 35 år senare som flygförare den 1 juli 2016 som flyginstruktör på JAS 39 Gripen på Skaraborgs flygflottilj i Såtenäs. År 2012 fanns sammanlagt tolv fältflygare i tjänst inom Flygvapnet varav endast Nilsson flög aktivt.
Sammanlagt utbildades 1 849 fältflygare fram till 1982. Haverier med dödlig åtgång var vanliga under fältflygarkårens första decennier, och 205 fältflygare omkom i haverier.